# Eremochrysa
Eremochrysa is een geslacht van insecten uit de familie van de gaasvliegen (Chrysopidae), die tot de orde netvleugeligen (Neuroptera) behoort.

## Soorten

### OndergeslachtChrysopiella
- E. (Chrysopiella) brevisetosa (Adams & Garland, 1981)
- E. (Chrysopiella) minora (Banks, 1935)
- E. (Chrysopiella) pallida (Banks, 1911)
- E. (Chrysopiella) sabulosa (Banks, 1897)

### OndergeslachtEremochrysa
- E. (Eremochrysa) altilis Banks, 1950
- E. (Eremochrysa) californica Banks, 1905
- E. (Eremochrysa) canadensis (Banks, 1911)
- E. (Eremochrysa) digueti Navás, 1911
- E. (Eremochrysa) fraterna (Banks, 1897)
- E. (Eremochrysa) hageni Banks, 1903
- E. (Eremochrysa) israeli Alayo, 1968
- E. (Eremochrysa) pima Banks, 1950
- E. (Eremochrysa) pumilis Banks, 1950
- E. (Eremochrysa) punctinervis (McLachlan, 1869)
- E. (Eremochrysa) rufifrons Banks, 1950
- E. (Eremochrysa) spilota Banks, 1950
- E. (Eremochrysa) tibialis Banks, 1950
- E. (Eremochrysa) yosemite Banks, 1950